# Australian Lightwing SP-4000 Speed
Die Australian Lightwing SP-4000 Speed  ist ein Sportflugzeug des australischen Herstellers Australian Lightwing.

## Geschichte und Konstruktion
Die SP-4000 wurde aus der zweisitzigen Australian Lightwing SP-2000 Speed entwickelt und ist wie diese ein zweisitziger Tiefdecker mit konventionellem Leitwerk. Die Maschine besitzt ein nicht einziehbares Bugradfahrwerk. Die Sitze sind in einer geschlossenen Kabine in zwei Reihen angeordnet. Der Zugang zur Kabine erfolgt über Flügeltüren auf beiden Seiten. Der Flugzeugrumpf ist aus Stahlrohren geschweißt und mit GFK überzogen. Als Motoren werden der Lycoming O-320 mit 112 bis 119 kW Lycoming oder der Lycoming O-360 mit 134 bis 149 kW angeboten. Die Ausstattung mit ähnlichen Motoren von Continental wäre möglich. Das Flugzeug wird auch als Selbstbauflugzeug angeboten.

## Technische Daten
| Kenngröße             | Daten                                               |
| --------------------- | --------------------------------------------------- |
| Besatzung             | 1                                                   |
| Passagiere            | 3                                                   |
| Länge                 | 6,42                                                |
| Spannweite            | 8 m                                                 |
| Höhe                  | ? m                                                 |
| Flügelfläche          | 11,6 m²                                             |
| Leermasse             | 600 kg                                              |
| max. Startmasse       | 1100 kg                                             |
| Reisegeschwindigkeit  | 287 km/h                                            |
| Höchstgeschwindigkeit | ? km/h                                              |
| Dienstgipfelhöhe      | ? m                                                 |
| Reichweite            | ? km                                                |
| Triebwerke            | 1 × 4-Zylinder-Boxermotor Lycoming O-360 mit 130 kW |